# 41
El año 41 (XLI) fue un año común comenzado en domingo del calendario juliano, en vigor en aquella fecha. 
En el Imperio romano, era conocido como el Año del consulado de Augusto y Saturnino (o menos frecuentemente, año 794 Ab urbe condita). La denominación 41 para este año ha sido usado desde principios del período medieval, cuando el Anno Domini se convirtió en el método prevalente en Europa para nombrar a los años.

## Acontecimientos
- 24 de enero: en la Antigua Roma, el emperador romano Calígula, de 29 años de edad, conocido por su excentricidad y cruel despotismo, es asesinado por sus guardias pretorianos. Nombran como emperador a su tío Claudio. Claudio restaura la tradición administrativa de Augusto.[1]
- 24 de enero: Claudio hace diosa a Livia, la "Madre de la Nación".

## Nacimientos
- 12 de febrero: Británico, hijo de Claudio.

## Fallecimientos
- 24 de enero: en la Antigua Roma el emperador romano Calígula, de 29 años de edad, conocido por su excentricidad y cruel despotismo, es asesinado por sus guardias pretorianos. Lo sucede su tío Claudio.